# Ranunculus polii
Ranunculus polii là một loài thực vật có hoa trong họ Mao lương. Loài này được Franch. ex Hemsl. miêu tả khoa học đầu tiên năm 1886.